# 昭通机场
昭通机场是位於中华人民共和国雲南昭通的民用機場，始建於1935年，1960年3月开通往返航班“昆明－昭通”，原来属军民合用机场。1986年机场停止使用。1991年11月扩建，于1994年2月恢复通航。是西南地區「文明機場」，通航城市昆明。 機場佔地1957畝，飛行區等級為4C，有一条跑道，長2720米，宽48米，可供波音737及以下機型起降。機坪面積6600平方米，停機位2個，航站樓面積1900平方米。位于城东6公里处，民航路与金鹰大道交叉处。

## 航點
2023年冬春航季
| 航空公司     | 目的地                     |
| ------------ | -------------------------- |
| 中国东方航空 | 北京-大兴、昆明、上海-浦东 |
| 中国南方航空 | 广州                       |
| 四川航空     | 杭州                       |
| 深圳航空     | 深圳                       |
| 西藏航空     | 成都-双流、大理            |
| 瑞丽航空     | 福州、丽江                 |

## 客服电话
昭通机场客服电话：0870-2830004